# فرزانه
فرزانه یک نام کوچک برای زنان و یک نام خانوادگی است. افراد سرشناس با این نام از این قرارند:

## ریشه شناسی
فرزانه واژه ای پهلوی است و از دو بخش فرَه(fra) به معنی فراوان و زانَک(zānak) به معنی دانا آمده است، فره زانک با پدید آمدن زبان دری و افتادن واک "ک" به فرزانه دگردیس شده است.

## نام کوچک
- فرزانه کابلی، رقصنده و بازیگر تئاتر، تلویزیون و سینمای ایران
- فرزانه میلانی، نویسنده، شاعر و استاد دانشگاه ایرانی
- فرزانه طاهری، مترجم ایرانی

## نام خانوادگی
- بهمن فرزانه، نویسنده و مترجم ایرانی
- مصطفی فرزانه، نویسندهٔ روشنفکر و متفکر ایرانی